# فيفا لا فيدا
فيفا لا فيدا (Viva la Vida) هي أغنية لفرقة الروك البريطانية كولدبلاي، كتبها جميع أعضاء الفرقة لألبوم الموت وكل أصدقائه الصادر سنة 2008.
حازت الأغنية على المرتبة الأولى في ترتيب التسجيلات في بريطانيا وأوروبا والولايات المتحدة؛ وفازت بجائزة غرامي لأغنية العام سنة 2009 بيعت منها أكثر من 7 ملايين نسخة (بيانات 2014)، منها 6 ملايين في الولايات المتحدة فقط.

## اقرأ أيضاً
- كولدبلاي

## روابط خارجية
- فيفا لا فيدا على موقع أول موفي (الإنجليزية)